# Memmia
Lex Memmia va ser una llei romana proposada l'any 110 aC per Gai Memmi, tribú de la plebs, quan eren cònsols Publi Corneli Escipió Nasica i Luci Calpurni Pisó. Encarregava al pretor Luci Cassi Longí de portar a Roma al rei de Numídia, Jugurta, per sotmetre'l a judici.